# Edward Topsell

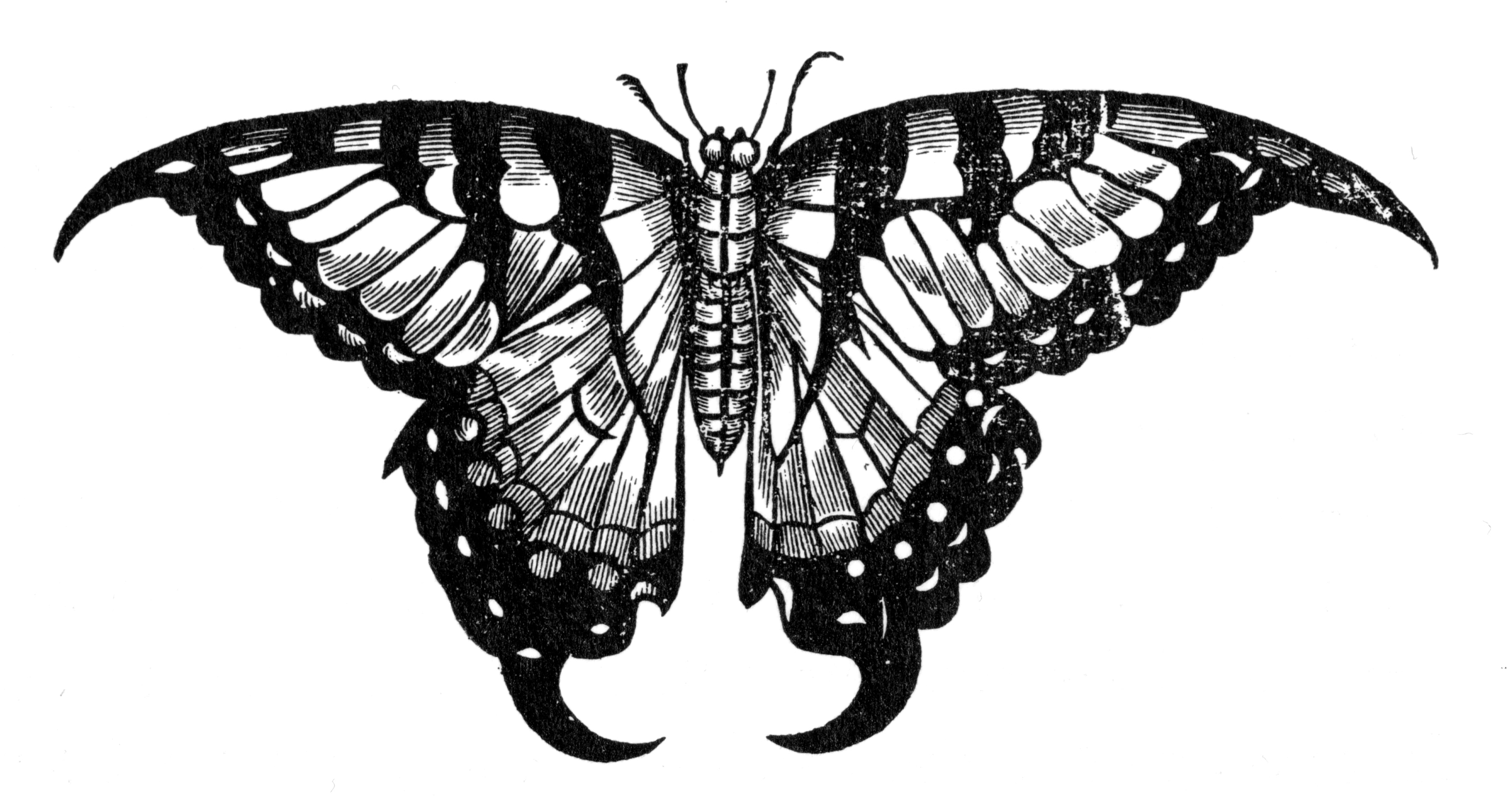
Una imagen de Papilio machaon, de History, de Topsell.

Edward Topsell (1572-1625) fue un clérigo y naturalista inglés famoso por su bestiario The History of Four-footed Beasts and Serpents (La historia de las bestias de cuatro patas y las serpientes), publicado por primera vez en 1607 y reimpreso en 1658. Asistió a clases en el Christ's College, Cambridge, y fue el primer rector de la East Hoathly. Más tarde pasó a ser el párroco de St Botolph's en Aldersgate. También fue el autor de un libro llamado Reward of Religion (La recompensa de la religión).
La obra de Topsell, un tratado de 1.100 páginas sobre zoología, repite leyendas antiguas sobre animales reales así como testimonios de bestias míticas. Topsell, a pesar de basarse casi totalmente en científicos clásicos, incluyó reglas rudimentarias precursoras del método científico. “No haría que el lector imaginase que he contado todo lo nunca dicho de estas bestias, sino sólo lo que han dicho muchos”.
La obra de Topsell incluía ilustraciones tan elocuentes como la del Rinoceronte de Durero.

## Supersticiones sobre animales reales
Topsell, repitiendo leyendas ancestrales, concedió atributos exóticos a animales reales. Escribió, por ejemplo, que:
- Las comadrejas dan a luz por las orejas.
- Los lemmings pastan en las nubes.
- Los elefantes adoran al Sol y a la Luna y se quedan embarazados al masticar la mandrágora.
- Los simios tienen miedo de los caracoles.

Topsell dice de la reproducción de los ratones: 

“No sólo copulando, también la naturaleza actúa maravillosamente engendrándolos en la tierra.”

## Animales fantásticos
El catálogo de Topsell de animales legendarios, en el que cita la autoridad de “varios hombres sabios”, incluye la esfinge, el dragón alado, el unicornio, la gorgona y la lamia.